# Iperó
Iperó est une municipalité brésilienne de l'État de São Paulo et la Microrégion de Sorocaba.